# 日本共産党第26回大会
日本共産党第26回大会（にほんきょうさんとうだいにじゅうろっかいたいかい）とは、2014年1月15日から同18日にかけて、静岡県熱海市の党研修施設である伊豆学習会館で行われた日本共産党の党大会。

## 概要
2010年以来4年ぶり、前年の東京都議会選挙や参議院議員通常選挙における躍進の中で開催。志位和夫委員長は前年末靖国神社参拝に踏み切った安倍晋三首相を厳しく批判、「国民の声に背く安倍政権に未来はない。暴走と正面から対決する」として、「自共対決」を改めて鮮明にした。

## 役員人事
中央委員153名、准中央委員45名の計198人から成る第26期中央委員会が編成された。

党首である幹部会委員長志位和夫は留任。他党の幹事長に相当する書記局長が市田忠義の加齢に伴い山下芳生に交代、市田は幹部会副委員長に就いた。書記局長の交代は2000年（平成12年）11月に開かれた第22回大会以来、約13年ぶりであった。ただ、この大会期の中途、2016年（平成28年）4月に開かれた第5回中央委員会総会で、山下は持病の腎臓病が悪化したことを理由に書記局長を辞任。小池晃が後任の書記局長に選ばれた。
議長を退任後8年が過ぎていた不破哲三は常任幹部会委員に再任された。